# Songs of innocence and of experience (William Bolcom)
Songs of innocence and of experience is een oratorium gecomponeerd door William Bolcom.
Bolcom kreeg gedurende zijn jeugd de literatuur van William Blake te lezen en was er meteen verliefd op. Zijn andere liefde bleek muziek en al snel kwam het idee bij hem op een werk te schrijven met als basis gedichten van Blake. Het project liep vervolgens geheel uit de hand; hij bleef (met rustpauzes) tussen 1956 en 1982 werken aan zijn magnum opus. Hij zag daarin een grote verscheidenheid aan componeertechnieken voorbij komen. Het oratorium laat dan ook de stijl van Bolcom horen. In al zijn werken is een mengeling te horen van klassieke muziek en jazz en bijvoorbeeld ragtime (een andere grote liefde van de componist). Ook zijn gospelachtige en spirituals te horen. Af en toe is er glimp te horen uit de periode dat Bolcom zich geroepen voelde te voldoen aan de eisen van de klassieke muziek van de 20e eeuw (Songs of experience, volume 1, part 1 Introduction). Toen hij uiteindelijk klaar was met componeren, kwam nog een grote taak voorbij. Wat moest de volgorde worden van alle deeltjes. Daarbij kwam ook een motto van Blake voorbij (zonder tegenstellingen geen vooruitgang).
Uiteindelijk gaf Dennis Russell Davies op 8 januari 1984 de wereldpremière van dit langdurige werk. Russell Davis was toen betrokken bij de Opera van Stuttgart en had toen een groot orkest en koor voorhanden.
De delen zijn:
- Songs of innocence, part 1
  - Introduction
  - The ecchoing green
  - The lamb
  - The shepherd
  - Infant joy
  - The little black boy
- Songs of innocence, part 2
  - Laughing song
  - Spring
  - A cradle song
  - Nurse's song
  - Holy Thursday
  - The blossom
  - Interlude
  - The chimney sweeper
  - The divine image
- Songs of innoconce, part 3
  - Nocturne
  - Night
  - A dream
  - On another’s sorrow
  - The little boy lost
  - The little boy found
  - Coda
- Songs of experience, volume one, part 1
  - Introduction
  - Hear the voice of the bard
  - Interlude
  - Earth’s answer
- Songs of experience, volume one, part 2
  - Nurse’s song
  - The fly
  - The tyger
  - The little girl lost
  - In the southern clime
  - The little girl found
- Songs of experience, volume one, part 3
  - The clod and the pebble
  - The little vagabond
  - Holy Thursday
  - A poison tree
  - The angel
  - The sick rose
  - To Tirzah
- Songs of experience, volume two, part 4
  - The voice of the ancient bard
  - My pretty rose tree
  - Ah! Sun-flower
  - The lilly
- Songs of experience, volume two, part 5
  - Introduction
  - The garden of love
  - A little boy lost
  - A little girl lost
  - Infant sorrow
  - Vocalise
- Songs of experience, volume two, part 6
  - London
  - The school-boy
  - The chimney sweeper
  - The human abstract
  - Interlude: Voces clamandae
  - A divine image